# Hokej na lodzie na Zimowych Igrzyskach Olimpijskich 1976
Hokej na lodzie był jedną z konkurencji rozgrywanych podczas igrzysk olimpijskich. Do turnieju zgłoszono 14 zespołów.
Turniej został rozegrany w dniach 3–14 lutego 1976 roku
W turnieju wzięło udział 12 zespołów, które w dniach 3–4 lutego rozegrały mecze rundy kwalifikacyjnej. Zwycięzcy meczów kwalifikacyjnych utworzyli grupę finałową (grupa A), a przegrani utworzyli grupę B.
W obu grupach rywalizowano systemem każdy z każdym.
Reprezentacja Związku Radzieckiego obroniła złoty medal zdobyty podczas zimowych igrzysk w 1972 roku.
W klasyfikacji kanadyjskiej zwyciężył Rosjanin Władimir Szadrin zdobywca sześciu bramek i czterech asyst

## Runda kwalifikacyjna
| 3 lutego 1976 | Polska | 7:4 | Rumunia |  |

|  |  |  |  |  |

| 3 lutego 1976 | Czechosłowacja | 14:1 | Bułgaria |  |

|  |  |  |  |  |

| 3 lutego 1976 | RFN | 5:1 | Szwajcaria |  |

|  |  |  |  |  |

| 4 lutego 1976 | Finlandia | 11:2 | Japonia |  |

|  |  |  |  |  |

| 4 lutego 1976 | Stany Zjednoczone | 8:4 | Jugosławia |  |

|  |  |  |  |  |

| 4 lutego 1976 | ZSRR | 16:3 | Austria |  |

|  |  |  |  |  |

## Grupa A
| Drużyna           | M | Mecze | Mecze | Mecze | Bramki | Bramki | Bramki | Pkt | Uwagi |
| Drużyna           | M | W     | R     | P     | +      | –      | +/−    | Pkt | Uwagi |
| ----------------- | - | ----- | ----- | ----- | ------ | ------ | ------ | --- | ----- |
| ZSRR              | 5 | 5     | 0     | 0     | 40     | 11     | +29    | 10  |       |
| Czechosłowacja    | 5 | 3     | 0     | 1     | 17     | 10     | +7     | 6   |       |
| RFN               | 5 | 2     | 0     | 3     | 21     | 24     | -3     | 4   |       |
| Finlandia         | 5 | 2     | 0     | 3     | 19     | 18     | +1     | 4   |       |
| Stany Zjednoczone | 5 | 2     | 0     | 3     | 15     | 21     | -6     | 4   |       |
| Polska            | 5 | 0     | 0     | 5     | 9      | 37     | -28    | 0   |       |

Wyniki
| 6 lutego 1976 | RFN | 7:4 | Polska |  |

|  |  | (5:2, 0:0, 2:2) |

| 6 lutego 1976 | ZSRR | 6:2 | Stany Zjednoczone |  |

|  |  |  |  |  |

| 6 lutego 1976 | Czechosłowacja | 2:1 | Finlandia |  |

|  |  |  |  |  |

| 8 lutego 1976 | ZSRR | 16:1 | Polska |  |

|  |  | (7:1, 6:0, 3:0) |

| 8 lutego 1976 | Finlandia | 5:3 | RFN |  |

|  |  |  |  |  |

| 8 lutego 1976 | Czechosłowacja | 5:0 | Stany Zjednoczone |  |

|  |  |  |  |  |

| 10 lutego 1976 | Stany Zjednoczone | 5:4 | Finlandia |  |

|  |  |  |  |  |

| 10 lutego 1976 | Polska | 1:7 | Czechosłowacja |  |

|  |  | (1:3, 0:1, 0:3) |

1. ↑  Wynik meczu został zweryfikowany na 1:0 dla Polski z uwagi na wykrycie niedozwolonego środka dopingującego u Františka Pospíšila. Polsce nie przyznano jednak 2 punktów za zwycięstwo.

| 10 lutego 1976 | ZSRR | 7:3 | RFN |  |

|  |  |  |  |  |

| 12 lutego 1976 | Stany Zjednoczone | 7:2 | Polska |  |

|  |  | (3:1, 1:1, 3:0) |

| 12 lutego 1976 | Czechosłowacja | 7:4 | RFN |  |

|  |  |  |  |  |

| 12 lutego 1976 | ZSRR | 7:2 | Finlandia |  |

|  |  |  |  |  |

| 14 lutego 1976 | RFN | 4:1 | Stany Zjednoczone |  |

|  |  |  |  |  |

| 14 lutego 1976 | Finlandia | 7:1 | Polska |  |

|  |  | (4:1, 1:1, 2:0) |

| 14 lutego 1976 | ZSRR | 4:3 | Czechosłowacja |  |

|  |  |  |  |  |

## Grupa B
| Drużyna    | M | Mecze | Mecze | Mecze | Bramki | Bramki | Bramki | Pkt |
| Drużyna    | M | W     | R     | P     | +      | –      | +/−    | Pkt |
| ---------- | - | ----- | ----- | ----- | ------ | ------ | ------ | --- |
| Rumunia    | 5 | 4     | 0     | 1     | 23     | 15     | +8     | 8   |
| Austria    | 5 | 3     | 0     | 2     | 18     | 14     | +4     | 6   |
| Japonia    | 5 | 3     | 0     | 2     | 20     | 18     | +2     | 6   |
| Jugosławia | 5 | 3     | 0     | 2     | 22     | 19     | +3     | 6   |
| Szwajcaria | 5 | 2     | 0     | 3     | 24     | 22     | +2     | 4   |
| Bułgaria   | 5 | 0     | 0     | 5     | 19     | 38     | -19    | 0   |

Wyniki
| 5 lutego 1976 | Jugosławia | 6:4 | Szwajcaria |  |

|  |  |  |  |  |

| 5 lutego 1976 | Rumunia | 3:1 | Japonia |  |

|  |  |  |  |  |

| 5 lutego 1976 | Austria | 6:1 | Bułgaria |  |

|  |  |  |  |  |

| 7 lutego 1976 | Jugosławia | 4:3 | Rumunia |  |

|  |  |  |  |  |

| 7 lutego 1976 | Szwajcaria | 8:3 | Bułgaria |  |

|  |  |  |  |  |

| 7 lutego 1976 | Austria | 3:2 | Japonia |  |

|  |  |  |  |  |

| 9 lutego 1976 | Jugosławia | 8:5 | Bułgaria |  |

|  |  |  |  |  |

| 9 lutego 1976 | Japonia | 6:4 | Szwajcaria |  |

|  |  |  |  |  |

| 9 lutego 1976 | Rumunia | 4:3 | Austria |  |

|  |  |  |  |  |

| 11 lutego 1976 | Rumunia | 9:4 | Bułgaria |  |

|  |  |  |  |  |

| 11 lutego 1976 | Japonia | 4:3 | Jugosławia |  |

|  |  |  |  |  |

| 11 lutego 1976 | Szwajcaria | 5:4 | Austria |  |

|  |  |  |  |  |

| 13 lutego 1976 | Japonia | 7:5 | Bułgaria |  |

|  |  |  |  |  |

| 13 lutego 1976 | Rumunia | 4:3 | Szwajcaria |  |

|  |  |  |  |  |

| 13 lutego 1976 | Austria | 3:1 | Jugosławia |  |

|  |  |  |  |  |

## Składy drużyn
| Msc. | Reprezentacja     | Skład |
| ---- | ----------------- | --- |
| 1.   | ZSRR              | Władisław Trietjak, Aleksandr Sidielnikow, Boris Aleksandrow, Siergiej Babinow, Aleksandr Gusiew, Walerij Charłamow, Aleksandr Jakuszew, Wiktor Żłuktow, Siergiej Kapustin, Władimir Łuczenko, Jurij Liapkin, Aleksandr Malcew, Boris Michajłow, Władimir Pietrow, Władimir Szadrin, Wiktor Szalimow, Giennadij Cygankow, Walerij Wasiljew |
| 2.   | Czechosłowacja    | Jiří Holeček, Jiří Crha, Oldřich Machač, Milan Chalupa, František Pospíšil, Miroslav Dvořák, Milan Kajkl, Jiří Bubla, Milan Nový, Vladimír Martinec, Jiří Novák, Bohuslav Šťastný, Jiří Holík, Ivan Hlinka, Eduard Novák, Jaroslav Pouzar, Bohuslav Ebermann, Josef Augusta                                                                |
| 3.   | RFN               | Erich Weishaupt, Anton Kehle, Rudolf Thanner, Josef Völk, Udo Kießling, Stefan Metz, Klaus Auhuber, Ignaz Berndaner, Rainer Philipp, Lorenz Funk, Wolfgang Boos, Ernst Köpf, Ferenc Vozar, Walter Köberle, Erich Kühnhackl, Alois Schloder, Martin Hinterstocker, Franz Reindl                                                             |
| 4.   | Finlandia         | Matti Hagman, Reijo Laksola, Antti Leppänan, Henry Leppä, Seppo Lindström, Pekka Marjamäki, Matti Murto, Timo Nummelin, Esa Peltonen, Timo Saari, Jorma Vehmanen, Urpo Ylönen, Hannu Haapalainen, Seppo Ahokainen, Tapio Koskinen, Pertti Koivulahti, Hannu Kapanen, Matti Rautiainen                                                      |
| 5.   | Stany Zjednoczone | Steven Alley, Daniel Bolduc, Blane Comstock, Robert Dobek, Robert Harris, Jeffrey Hymanson, Paul Jensen, Steven Jensen, Richard Lamby, Robert Lundeen, Robert Miller, Douglas Ross, Gary Ross, William Schneider, Stephen Sertich, John Taft, Theodore Thorndike, James Wardén                                                             |
| 6.   | Polska            | Walery Kosyl, Andrzej Tkacz, Robert Góralczyk, Jerzy Potz, Andrzej Iskrzycki, Andrzej Słowakiewicz, Kordian Jajszczok, Marek Marcińczak, Tadeusz Obłój, Karol Żurek, Walenty Ziętara, Stefan Chowaniec, Mieczysław Jaskierski, Leszek Kokoszka, Wiesław Jobczyk, Henryk Pytel, Andrzej Zabawa, Marian Kajzerek                             |
| 7.   | Rumunia           | Valerian Netedu, Vasile Morar, Elöd Antal, Șandor Gal, George Justinian, Ion Ioniță, Dezideriu Varga, Doru Moroșan, Doru Tureanu, Dumitru Axinte, Eduard Pană, Vasile Huțanu, Ioan Gheorghiu, Tiberiu Mikloș, Alexandru Hălăucă, Marian Pisaru, Nicolae Vișan, Marian Costea                                                               |
| 8.   | Austria           | Daniel Gritsch, Franz Schilcher, Walter Schneider, Gerhard Hausner, Johann Schuller, Michael Herzog, Günther Oberhuber, Othmar Russ, Max Moser, Rudolf Koenig, Josef Puschnig, Franz Voves, Josef Schwitzer, Peter Cini, Josef Kreichbaum, Alexander Sadjina, Herbert Poek, Herbert Moertl                                                 |
| 9.   | Japonia           | Toshimitsu Otsubo, Minoru Misawa, Hiroshi Hori, Iwao Nakayama, Hitoshi Nakamura, Kiyoshi Esashika, Takeshi Akiba, Koji Wakasa, Hideo Urabe, Yoshiaki Kyoya, Minoru Ito, Takeshi Azuma, Sadaki Honma, Hideo Sakurai, Tsutomu Hanzawa, Osamu Wakabayashi, Yasushio Tanaka, Yoshio Hoshino                                                    |
| 10.  | Jugosławia        | Marjan Žbontar, Janez Albreht, Miroslav Lap, Drago Savić, Božidar Beravs, Bojan Kumar, Ivan Ščap, Bogdan Jakopič, Miroslav Gojanović, Eduard Hafner, Tomaž Lepša, Roman Smolej, Ignac Kavec, Franci Žbontar, Silvo Poljanšek, Janez Petač, Janez Puterle, Gorazd Hiti                                                                      |
| 11.  | Szwajcaria        | Alfio Molina, André Jorns, Charles Henzen, Andreas Meyer, Jakob Kölliker, Üli Hofmann, Ernst Lüthi, Aldo Zenhäusern, Nando Mathieu, Bernhard Neininger, Anton Neininger, Renzo Holzer, Walter Dürst, Guy Dubois, Jöri Mattli, Jürg Berger, Rolf Schiemer, Daniel Widmer                                                                    |
| 12.  | Bułgaria          | Petyr Radew, Atanas Iliew, Iwan Markowski, Nikołaj Petrow, Dimo Krastinow, Dimitri Łazarow, Iwan Penełow, Georgi Iliew, Iwajło Kałew, Ljubomir Ljubomirow, Ilija Byczwarow, Bożidar Minchew, Milczo Nenow, Iwan Atanasow, Kirił Gerasimow, Marin Byczwarow, Malin Atanasow, Nikołaj Michajłow                                              |